# کالج مریویل
کالج مریویل یک کالج خصوصی هنرهای لیبرال در مریویل، تنسی است. این دانشگاه در سال ۱۸۱۹ توسط آیزاک ال. اندرسون، با هدف ارتقای آموزش و روشنگری در غرب تأسیس شد. این کالج یکی از ۵۰ کالج قدیمی در ایالات متحده و دوازدهمین مؤسسه قدیمی در جنوب آمریکا است. با کلیسای پروتستان (ایالات متحده آمریکا) در ارتباط است و حدود ۱۱۰۰ دانش آموز را ثبت نام می‌کند. یواس نیوز اند ورلد ریپورت مریویل را در رتبه سوم در کالج‌های منطقه‌ای جنوب، رتبه اول در بهترین کالج‌ها برای سربازان کهنه‌کار، و رتبه دوم را در بهترین تدریس در مقطع کارشناسی قرار داده‌است.